# Jérémie Petrus
Jérémie Petrus est un acteur belge.
Il a joué notamment dans les films Cloclo et Milky Way, dans les séries Résistance et Odysseus, ainsi que dans les pièces de théâtre Punk Rock de Simon Stephens et Les Cartes du pouvoir de Beau Willimon.

## Biographie

### Jeunesse
Depuis tout jeune, Jérémie Petrus est attiré par le jeu et la scène.[Interprétation personnelle ?] Il prend ses premiers cours de théâtre à l'âge de six ans. À dix ans, il passe son premier casting et décroche le rôle de Mac Gaffeur dans Galaxytrouille, une émission pour enfants diffusée sur Club RTL. Adolescent, il continue le théâtre au sein du lycée Dachsbeck, sous la direction de Marc Schreiber. Il participe à plusieurs pièces et concours et décroche notamment le prix d'interprétation masculine au festival Sur les planches, pour son rôle dans Croisades de Michel Azama.

### Carrière
À dix-sept ans, il obtient le rôle de Jonah dans Grand Star, une série télévisée belgo-franco-canadienne. La série, réalisée par Paolo Barzman, est tournée en anglais et diffusée dans différents pays à travers le monde.
Il entre ensuite au Conservatoire royal de Bruxelles. Parallèlement à ses études, il se forge son expérience théâtrale aux côtés de Nicole Calfan et Anthony Delon avec la pièce Money, mise en scène par Steve Suissa. Après avoir terminé le Conservatoire, il suit une formation de jeu face caméra au Studio Pygmalion à Paris.
En 2011, il interprète le rôle d'Adso dans la pièce Le Nom de la rose et celui de Gavroche dans Les Misérables, deux spectacles en plein air à Villers-la-Ville et à Waterloo. On peut aussi le voir dans les longs métrages Les Tribulations d'une caissière de Pierre Rambaldi et Cloclo de Florent Emilio-Siri.
En 2012, il décroche le rôle d'Homère (un des rôles principaux) dans la série Odysseus de Stéphane Giusti, diffusée sur Arte, où il a notamment pour partenaires Niels Schneider, Caterina Murino et Alessio Boni. Il enchaîne ensuite avec le rôle de Franck dans le long métrage Milky Way de Cyril Bron et Joseph Incardona. Il joue un des rôles principaux dans la pièce Happy Slapping, mise en scène par Alexandre Drouet à l'Atelier 210. Pour ce rôle, il sera nommé aux Prix de la critique dans la catégorie meilleur espoir masculin. La pièce sera reprise, pendant deux ans, à Bruxelles et en tournée dans toute la Belgique.
En 2013, il joue le rôle du soldat Corchia dans le long métrage algérien Le Puits, réalisé par Lofti Bouchouchi], tourné entièrement en Algérie. Il interprète ensuite André Kirschen, un des rôles principaux de la série Résistance réalisée par Miguel Courtois et David Delrieux, aux côtés notamment de Pauline Burlet, Fanny Ardant, Richard Berry. La série sera diffusée sur TF1.
En 2014, il joue le rôle de William, personnage principal dans la pièce Punk Rock, écrite par Simon Stephens et mise en scène par Olivier Coyette au Théâtre de Poche. Pour son interprétation, il reçoit le prix du meilleur espoir masculin au Prix de la critique. La même année, il joue dans la pièce Pornographie, également de Simon Stephens, toujours au Théâtre de Poche.
En 2015, il est Léo, le rôle principal masculin dans la comédie musicale Un malentendu, réalisée par Louis Roux. Il fait aussi une apparition dans le long métrage Le Voyage de Fanny réalisé par Lola Doillon.
Il effectue une  tournée en France et en Suisse de la pièce Les Cartes du pouvoir, mise en scène par Ladislas Chollat, une adaptation française de la pièce Farraguth North de Beau Willimon.
En 2016, il multiplie les rôles secondaires dans différentes séries télévisées. Il apparaît ainsi en tant que guest dans un épisode d'Addict d'Axelle Laffont diffusé sur Canal +, en tant que Thomas Milon dans la série Zone Blanche diffusée sur France 2 réalisée par Thierry Poiraud et en tant que Antoine dans la série Alice Nevers, épisode réalisé par Jean-Christophe Delpias . 
Au théâtre, on peut le voir dans le rôle du Prince, un des rôles principaux de La Princesse au Petit Pois, spectacle jeune public mis en scène par Sofia Betz. Le spectacle est présenté aux Rencontres théâtre jeune public de Huy et remporte le Coup de cœur de la presse et le Prix de la ministre de l'enseignement. 
En 2017, il se partage entre la tournée belge et française de La Princesse au petit pois ainsi que la tournée belge, française et suisse du spectacle Fight Night de la compagnie flamande Ontroerend Goed. A l'écran, il joue Kévin, un des rôles principaux dans le court métrage Vihta de François Bierry ainsi que Simon Courtoy dans la série Unité 42 réalisée par Hendrik Moonen.

## Filmographie

### En tant qu’acteur

#### Longs métrages
- 2011 : Les Tribulations d'une caissière de Pierre Rambaldi : le jeune assistant
- 2011 : Cloclo de Florent Emilio-Siri : le meilleur ami de Claude
- 2012 : The Miracle of Life de Joel Rabijns et Yves Sondermeier : Francis
- 2012 : Milky Way de Cyril Bron et Joseph Incardona : Frank
- 2013 : Le Puits de Lofti Bouchouchi : le soldat Corchia
- 2015 : Le Voyage de Fanny de Lola Doillon : Julien
- 2020 : Filles de joie de Frédéric Fonteyne et Anne Paulicevich
- 2021 : Eiffel de Martin Bourboulon

#### Courts métrages
- 2008 : Tant qu'il y aura des nains de Thomas Kinet : Julius
- 2009 : To Bring You My Love de Raphael Letoux Lungo : Samuel
- 2009 : Martha de Raphaël Dethier : Thomas
- 2010 : Le Départ de Colin Pivin : Nicolas
- 2014 : Shay de Tracy Pellegrino : Luc
- 2015 : Un malentendu de Louis Roux : Léo
- 2017 :  Vihta de François Bierry : Kévin

#### Séries télévisées
- 1998-2000 : Galaxytrouille de Varvara Dewez : Mac Gaffeur
- 2006 : Grand Star de Paolo Barzman : Jonah
- 2006 : Melting Pot Café de Jean-Marc Vervoort : le jeune voyou
- 2013 : Les Geeks d'Erwan Marinopoulos : le cousin (saison 3)
- 2013 : Odysseus de Stéphane Giusti : Homère
- 2014 : In Vlaams velden de Jan Matthys
- 2014 : Résistance de Miguel Courtois et David Delrieux : André Kirschen
- 2016 : Addict d'Axelle Laffont
- 2016 : Zone Blanche de Thierry Poiraud : Thomas Milon
- 2016 : Alice Nevers de Jean-Christophe Delpias : Antoine
- 2017 : Unité 42 de Hendrik Moonen : Simon Courtoy

### En tant que scénariste, producteur et réalisateur

#### Court métrage
- 2013 : Amour extrême

## Théâtre
- 2004 : Croisades de Michel Azama, mise en scène de Marc Schreiber (festival Sur les planches, Bruxelles)
- 2007 : Money d'Alain Schwarzstein, mise en scène de Steve Suissa (tournée en France, Belgique et Luxembourg)
- 2011 : Le Nom de la rose d'Umberto Eco, mise en scène de Stephen Shank (été théâtral de Villers-la-Ville)
- 2011 : Les Misérables de Victor Hugo, mise en scène de Stephen Shank (Butte du Lion de Waterloo)
- 2012-2014 : Happy Slapping de Thierry Janssen, mise en scène d'Alexandre Drouet (Atelier 210 et tournée en Belgique)
- 2013-2014 : Punk Rock de Simon Stephens, mise en scène d'Olivier Coyette (Théâtre de Poche et tournée en Belgique)
- 2014 : Pornographie de Simon Stephens, mise en scène d'Olivier Coyette (Théâtre de Poche)
- 2015 : Les Cartes du pouvoir, adaptation française de la pièce Farraguth North de Beau Willimon, mise en scène de Ladislas Chollat (tournée France et Suisse)
- 2016-2017 : La Princesse au petit pois d'Edouard Signolet, mise en scène de Sofia Betz (tournée Belgique et France)
- 2017 : Fight Night de la compagnie flamande Ontroerend Goed, mise en scène de Alexander Devriendt (tournée Belgique, France et Suisse)

## Distinctions

### Récompenses
- Festival Sur les planches 2004 : meilleur espoir masculin pour Croisades
- Prix de la critique 2014 : meilleur espoir masculin belge pour Punk Rock
- Rencontres théâtre jeune public de Huy 2016 : Coup de cœur de la presse et le Prix de la ministre de l'enseignement pour La Princesse au petit pois

### Nomination
- Prix de la critique 2013 : meilleur espoir masculin belge pour Happy Slapping